# Леопольд III (маркграф Австрии)
Леопо́льд III Святой (нем. Leopold III; 1073—15 ноября 1136 г.) — маркграф Австрии (1095—1136) из династии Бабенбергов, святой-покровитель Австрии и Вены. Сын маркграфа Леопольда II и Иды Форнбах-Рательнбергской. Также известен как «Благочестивый» и «Отец бедняков».

## Биография
В 1104 году Леопольд поддержал восстание принца Генриха против его отца императора Генриха IV, чем обеспечил себе благосклонность принца, ставшего в 1105 году новым императором Священной Римской империи. Генрих V отдал в жены Леопольду III свою сестру, что резко повысило авторитет Австрии в империи. 
Особенностью государственной политики Леопольда III было поддержание мирных и дружественных отношений со всеми соседями, императором и папой римским. В 1125 году его кандидатура даже была выдвинута на выборах императора, однако Леопольд III взял самоотвод. При нём Австрия сильно укрепилась и расширила свою независимость в рамках Германии.
Леопольд III очень активно поддерживал церковь и основал в Австрии несколько важных монастырей:
- Клостернойбург (1108, соседний замок Нойбург служил при Леопольде столицей всей Австрии),
- Хайлигенкройц (1133),
- Мариацелль (1134).

Эта его деятельность послужила поводом к канонизации Леопольда III 2 декабря 1485 года. Его мощи в Клостернойбурге стали объектом поклонения паломников. А в 1663 году он был объявлен святым-покровителем Австрии. День его памяти (15 ноября) является официальным праздником в Вене, Нижней и Верхней Австрии.

## Брак и дети
У Леопольда было 18 или 19 детей, семеро из них не дожили до взрослого возраста. Возможно, старший сын Адальберт и некоторые другие дети были от первого брака.
1-я жена: с 1103 года неизвестная по имени дочь Вальхунса Пергского (ум. до 1105 г.)
2-я жена: с 1106 года Агнес фон Вайблинген (1072—1143), дочь императора Генриха IV. Дети:
- - Адальберт (ум. 1137), женат (1132) на Хедвиге, дочери Алмоша, короля Хорватии
  - Леопольд IV (ок. 1108—1141), маркграф Австрии (с 1136) и герцог Баварии (c 1139)
  - Оттон (ум. 1158), епископ Фрейзинга (с 1138)
  - Генрих II Язомирготт (1112—1177), маркграф Австрии с 1141, и герцог Австрии с 1156, герцог Баварии (1141—1156), пфальцграф Рейнский (1140—1141)
  - Эрнст (ум. 1137)
  - Конрад (1116—1168), епископ Пассау (1148—1164), архиепископ Зальцбурга (с 1164)
  - Ута, замужем за графом Луитпольдом Плайном
  - Агнесса (ум. 1157), замужем (1125) за Владиславом II Изгнанником, великим князем Краковским
  - Юдита (ум. после 1168), замужем (1133) за Вильгельмом V, маркизом Монферратским
  - Гертруда (1120—1150), замужем (1140) за Владиславом II, князем (позже королём) Чехии
  - Елизавета (1124—1143), замужем (1142) за Германом II, графом Винценбурга
  - Берта (ум. 1150), замужем за Генрихом III, бургграфом Регенсбурга